# Marie-Thérèse d’Alverny

Marie-Thérèse d’Alverny (1981)

Marie-Thérèse d’Alverny (* 25. Januar 1903 in Boën-sur-Lignon; † 29. April 1991 in Paris) war eine französische Bibliothekarin und Mediävistin.

## Biografie
Marie-Thérèse d’Alverny studierte an der École nationale des chartes mit dem Diplom 1928. Außerdem erhielt sie 1943 ein Diplom der École pratique des hautes études (4. Sektion) und wurde 1963 mit einer Dissertation über Alain de Lille promoviert. Seit 1947 war sie Konservatorin in der Handschriftenabteilung der Bibliothèque nationale de France. Seit 1962 forschte sie für das CNRS. Sie unterrichtete unter anderem im Centre d’études supérieures de civilisation médiévale in Poitiers.
1989 wurde sie Ehrendoktor der Jagiellonen-Universität in Krakau. Sie war korrespondierendes Mitglied der Medieval Academy of America, der British Academy und der Academia de buenas letras in Barcelona. 1974 wurde sie in die American Philosophical Society und 1976 in die American Academy of Arts and Sciences gewählt.
Sie forschte besonders über arabisch-lateinische Übersetzungen und Austausch im Mittelalter und die Rezeption von Avicenna im lateinischen Mittelalter.
1965 gab sie Texte von Alain de Lille heraus.  Zuletzt begann sie eine Herausgabe der Werke von Raymond von Marseille, fortgesetzt durch Charles Burnett und Emmanuel Poulle.
1940 katalogisierte sie mit Charles Astruc die Bibliothek klassischer und vorklassischer deutscher Literatur des Bankiers und Bibliophilen Hans Fürstenberg (1890–1982). Die Sammlung ging im Zweiten Weltkrieg teilweise verloren.

## Schriften (Auswahl)
- Translations and Translators. In: Robert L. Benson, Giles Constable, Carol D. Lanham (Hrsg.): Renaissance and renewal in the twelfth century. Clarendon Press, Oxford 1982, S. 421–462 (Konferenz zu Ehren von Charles Homer Haskins, Cambridge/Massachusetts, November 1977)
- Les traductions à deux interprètes, d’arabe en langue vernaculaire et de langue vernaculaire en latin, in: Traduction et traducteurs au moyen âge. Colloques internationaux du CNRS, IRHT, 26–28 Mai 1986, Paris: CNRS, S. 193–206.[6]

Sammlungen von Aufsätzen von Alverny:
- Daniel Jacquart (Hrsg.): Avicenne en Occident. Recueil d’articles en hommage à Marie-Thérèse d’Alverny. Librairie philosophique J. Vrin, Paris 1993 (= Études de philosophie médiévale. Band 17).
- Etudes sur le symbolisme de la Sagesse et sur l’iconographie. Aldershot 1993.
- La transmission des textes philosophiques et scientifiques au Moyen Age. Variorum, Aldershot 1994.
- La connaissance de l’Islam dans l’Occident médiéval. Aldershot 1994.